# نايوها تويودا
نايوها تويودا (豊田 奈夕葉) (15 سبتمبر 1986 في كاماكورا في اليابان – )؛ هي لاعبة كرة قدم كانت تلعب كلاعب وسط. ولعبت مع منتخب اليابان لكرة القدم للسيدات.

## وصلات خارجية
- نايوها تويودا على موقع الاتحاد الدولي (مؤرشف)  (الإنجليزية)
- نايوها تويودا على موقع Soccerway.com (الإنجليزية)
- نايوها تويودا على موقع عالم كرة القدم.نت (الإنجليزية)